# White Crow
White Crow è il terzo singolo del gruppo musicale power metal giapponese Aldious. È stato pubblicato l'11 novembre del 2012 dalla BrightStar e ha anticipato l'uscita del terzo album della band District Zero. È stato pubblicato anche un video per il brano.

## Tracce
1. White Crow – 4:32
2. Suicide – 4:23
3. Deep (Re:NO Version) – 4:11
4. White Crow (strumentale) – 4:31
5. Suicide (strumentale) – 4:24